# 싱 (성씨)

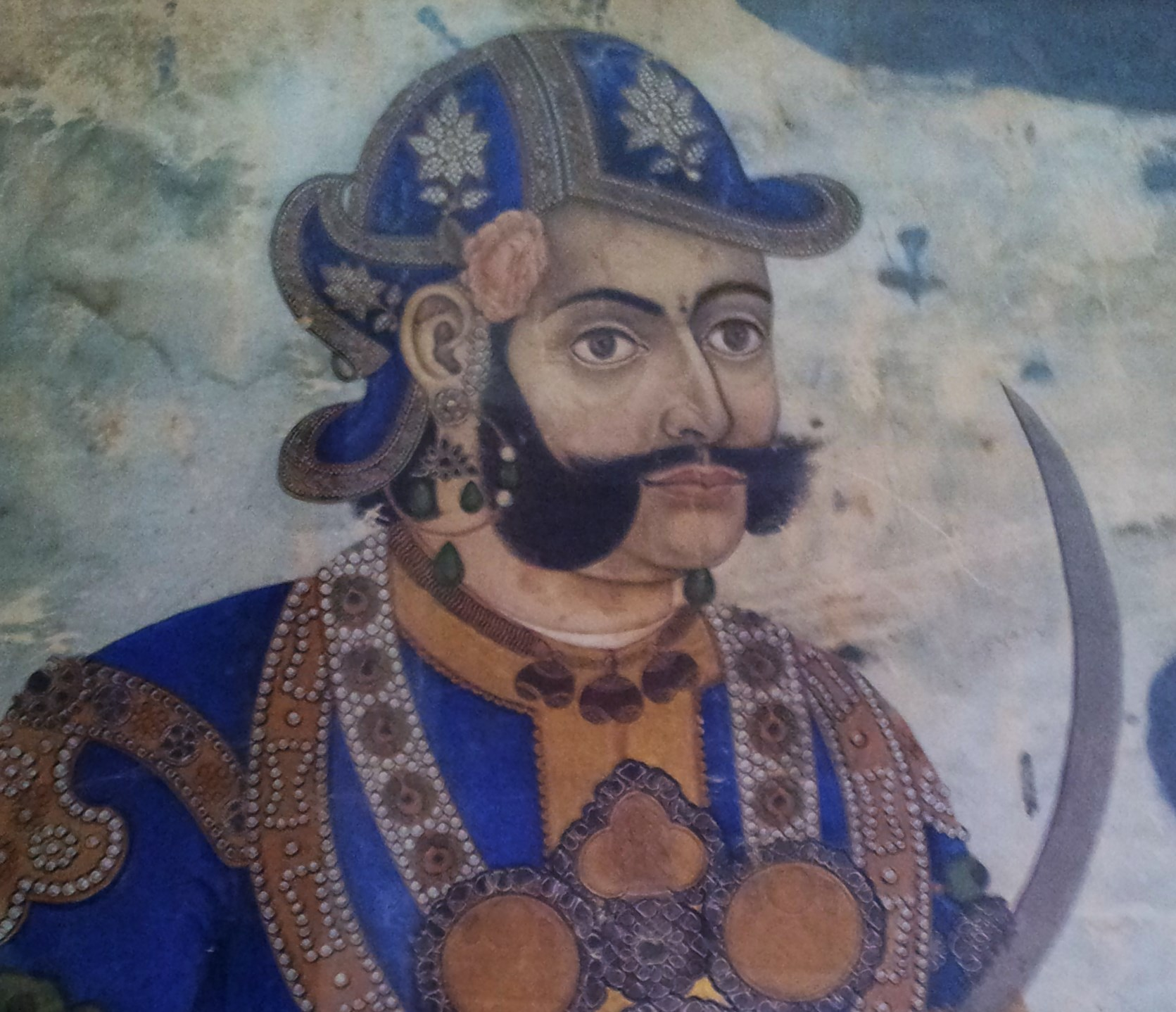

싱(펀자브어: ਸਿੰਘ)은 시크교에서 카스트 제도를 부정할 목적으로 사용하는 시크교 남성 전용 성씨이다. 다만 시크교를 믿는 사람 말고도 이 성씨를 사용하는 사람들도 있으며, 이 중에는 남성이 아닌 여성들도 있다.

## 같이 보기
- 카우르
- 시크교